# Лоренс, Иван Юрьевич
Иван Юрьевич Лоренс (1892 — 1937) —  советский деятель органов государственной безопасности, капитан государственной безопасности, кавалер ордена Красного Знамени РСФСР.

## Биография
Родился в эстонской семье, получил незаконченное высшее образование. Состоял членом РКП(б) c 1918.
До 21 июня 1936 был начальником 5-го отделения оперативного отдела ГУГБ НКВД СССР, после чего возглавляет 11-е отделение того же отдела.
На 1 апреля 1937 состоял начальником 6-го отделения 2-го (оперативного) отдела ГУГБ НКВД СССР, и в этот день отстранён от должности. Проживал по адресу: Рождественский бульвар, дом 5/7, квартира 44. Арестован 23 апреля 1937, при этом до 8 июля того же года числился в 1-м отделе ГУГБ НКВД СССР, и затем был уволен.
14 августа 1937 года в особом порядке комиссией НКВД и прокурора СССР приговорён к ВМН и в тот же день расстрелян. Похоронен на территории Донского кладбища.
Посмертно реабилитирован 5 октября 1957 определением Военной коллегии Верховного суда СССР.

### Звания
- капитан государственной безопасности, 23 декабря 1935.

### Награды
- знак «Почётный работник ВЧК-ОГПУ (V)»;
- орден Красного Знамени, 1920 (лишён ордена 24 мая 1941 указом Президиума Верховного Совета СССР).